# Dvanáct měsíčků (film, 2012)
Dvanáct měsíčků je český televizní pohádkový film režiséra Karla Janáka z roku 2012, natočený na motivy pohádky O dvanácti měsíčkách od Boženy Němcové. Premiérově byl vysílán 24. prosince 2012 na stanici ČT1 jako štědrovečerní pohádka České televize, sledovanost činila 2,36 milionu diváků, tedy 60 % všech dospělých u televize.
Natáčení filmu bylo zahájeno v únoru 2010 ve skanzenu v Rožnově pod Radhoštěm.

## Děj
Do rodné vesnice se před Vánoci vrací Karel, který chce prodat statek a spolu s mladším bratrem Noskem se odstěhovat. Protože Karel je bohatý a pohledný, stane se oblíbeným u většiny dívek z vesnice, které si ho touží vzít. Karel se ale ženit nechce a tak si pro uchazečky vymyslí zdánlivě nesplnitelné úkoly a která z dívek je splní, tu si vezme za ženu. Úkoly se podaří splnit pouze Květě a to jen díky nevlastní sestře Marušce, kterou macecha donutí s úkoly Květě pomoci. Maruška se obrátí na 12 měsíčků, kteří jí pomohou úkoly pro Květu splnit. Karel se nakonec do Marušky zamiluje a zjistí, kdo doopravdy plnil úkoly.

## Obsazení
| Marie Majkusová     | Maruška               |
| Veronika Žilková    | macecha               |
| Ivana Korolová      | Květa                 |
| Roman Vojtek        | Karel                 |
| Jan Komínek         | Nosek                 |
| Vladimír Čapka      | rychtář               |
| Tereza Beranová     | rychtářova dcera Běta |
| Václav Postránecký  | Leden                 |
| Ota Jirák           | Duben                 |
| Miroslav Táborský   | Červen                |
| Pavel Kříž          | Říjen                 |
| Radoslav Brzobohatý | Prosinec              |
| Daniela Roncová     | rychtářka             |
| Rudolf Kinský       | ponocný               |
| Vanda Chaloupková   |                       |